# Liste von Sakralbauten in Bonn
Dies ist eine Auflistung von Sakralbauten in Bonn.

## Kirchen

### Katholisch
| Abbildung | Name                     | Standort                | Bauzeit          | Besonderheiten |
| --------- | ------------------------ | ----------------------- | ---------------- | --- |
|           | Bonner Münster           | Innenstadt              | 11. Jhd.         | |
|           | St. Adelheid am Pützchen | Pützchen                | 1760             | |
|           | Alt St. Martin           | Muffendorf              | um 1100          | |
|           | Alt-St. Nikolaus         | Kessenich               | 11. Jhd.         | |
|           | St. Antonius             | Dransdorf               |                  | |
|           | St. Bernhard             | Auerberg                |                  | |
|           | St. Cäcilia              | Oberkassel              | 11. und 19. Jhd. | |
|           | Christ-König-Kirche      | Holzlar                 | 1952–1953        | |
|           | St. Elisabeth            | Südstadt                | 1906–1910        | Architekt: Ludwig Becker |
|           | St. Evergislus           | Bad Godesberg           | 19. Jhd.         | |
|           | St. Franziskus           | Nordstadt               | 1960–1962        | |
|           | St. Gallus               | Beuel                   | 1843–1845        | |
|           | Georgskapelle            | Zentrum, Alter Friedhof | 13. Jhd.         | Die Kapelle wurde um 1230 als Teil des Gebäudekomplexes der Kommende Ramersdorf errichtet. Als Folge der Säkularisation gelangte die Kommende 1807 in Privatbesitz. Die Kapelle verfiel und erlitt 1842 einen Brandschaden, wobei das Dach völlig zerstört wurde. Deshalb sollte die Kapelle 1844 abgerissen werden, wurde dann aber 1846/1847 auf den Friedhof im heutigen Bonner Zentrum umgesetzt. |
|           | Heilig-Kreuz-Kirche      | Limperich               | 1966–1968        | |
|           | Helenenkapelle           | Zentrum                 | um 1160          | |
|           | Hubertuskapelle          | Ückesdorf               |                  | |
|           | St. Josef                | Beuel-Mitte             | 1880–1903        | |
|           | St. Joseph               | Castell                 | 1930/1931        | |
|           | Kreuzbergkirche          | Endenich                |                  | |
|           | St. Laurentius           | Lessenich               |                  | |
|           | St. Maria Magdalena      | Endenich                |                  | |
|           | St. Marien               | Bad Godesberg           |                  | |
|           | St. Marien               | Nordstadt               |                  | |
|           | Michaelskapelle          | Bad Godesberg           |                  | |
|           | St. Nikolaus             | Kessenich               |                  | |
|           | St. Paulus               | Beuel                   | 1955             | Architekt: Dominikus Böhm |
|           | St. Peter                | Vilich                  |                  | |
|           | St. Petri                | Lengsdorf               |                  | |
|           | St. Quirinius            | Dottendorf              |                  | |
|           | St. Remigius             | Innenstadt              | 1317             | |
|           | Sieben Schmerzen Mariens | Mehlem                  | 17. Jhd.         | |
|           | St. Sebastian            | Poppelsdorf             | 1888–1908        | |
|           | St. Severin              | Mehlem                  | 1863             | |
|           | Stiftskirche             | Zentrum                 |                  | |
|           | St. Venantius-Kapelle    | Röttgen                 |                  | |
|           | St. Winfried             | Gronau                  |                  | |

### Alt-Katholisch
| Abbildung | Name              | Standort   | Bauzeit | Besonderheiten |
| --------- | ----------------- | ---------- | ------- | -------------- |
|           | Namen-Jesu-Kirche | Innenstadt |         |                |
|           | St. Cyprian       | Zentrum    | 1957    |                |

### Evangelisch
| Abbildung | Name                    | Standort             | Bauzeit   | Besonderheiten |
| --------- | ----------------------- | -------------------- | --------- | -------------- |
|           | Kreuzkirche             | Innenstadt           | 1866–1871 |                |
|           | Auferstehungskirche     | Venusberg            |           |                |
|           | Christuskirche          | Bad Godesberg        | 1953      |                |
|           | Alte Ev. Kirche         | Oberkassel           | 1683–1685 |                |
|           | Friedenskirche          | Kessenich            |           |                |
|           | Lutherkirche            | Südstadt/Poppelsdorf |           |                |
|           | Rigal’sche Kapelle      | Bad Godesberg        | 1856–1858 |                |
|           | Stimson Memorial Chapel | Plittersdorf         | 1951      |                |
|           | Trinitatiskirche        | Endenich             |           |                |

### Griechisch-orthodox
| Abbildung | Name                          | Standort  | Bauzeit   | Besonderheiten |
| --------- | ----------------------------- | --------- | --------- | -------------- |
|           | Metropolitankirche Agia Trias | Limperich | 1976–1977 |                |

## Synagoge
| Abbildung | Name            | Standort | Bauzeit | Besonderheiten |
| --------- | --------------- | -------- | ------- | -------------- |
|           | Synagoge (Bonn) |          | 1959    |                |

## Sonstige
| Abbildung | Name                          | Standort      | Bauzeit | Besonderheiten                                                                                              |
| --------- | ----------------------------- | ------------- | ------- | --- |
|           | Hochkreuz (Wegekreuz in Bonn) | Bad Godesberg | 1340    | Am originalen Standort befindet sich heute eine Kopie, das Original steht im Rheinischen Landesmuseum Bonn. |

## Ehemalige Sakralbauten

### Klöster
| Abbildung | Name                       | Standort | Bauzeit         | Besonderheiten                                                                  |
| --------- | -------------------------- | -------- | --------------- | ------------------------------------------------------------------------------- |
|           | Kapuzinerinnenkloster Bonn |          | 1629            |                                                                                 |
|           | Redemptoristenkloster Bonn | Auerberg | 13. Jahrhundert | Heutige Nutzung: Schule, Seniorenheim, Haus für betreutes Wohnen und Jugendheim |

### Synagogen
| Abbildung | Name                   | Standort    | Bauzeit | Besonderheiten |
| --------- | ---------------------- | ----------- | ------- | --- |
|           | Synagoge (Beuel)       | Beuel       | 1800    | Am 9. November 1938 durch Brand zerstört. 1962 Errichtung einer Gedenktafel, 1988 Errichtung eines Gedenkzeichens mit Ziegelsteinen der ehemaligen Synagoge auf dem Grundstück der ehemaligen Synagoge. |
|           | Synagoge (Poppelsdorf) | Poppelsdorf | 1901/02 | Am 10. November 1938 zerstört. |